# Alembic
Ne doit pas être confondu avec Alambic.
Pour le format d'échange de fichier pour l'infographie, voir Alembic (infographie).

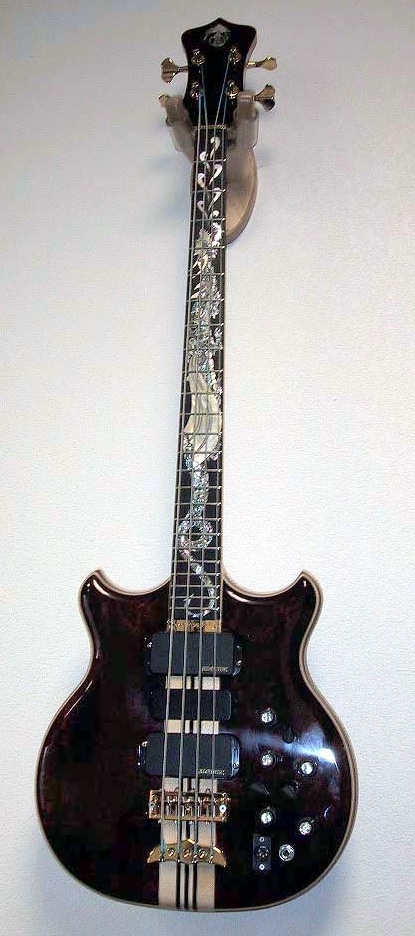
Guitare basse customisée Alembic « Dragon's Breath ».

Alembic Inc., est un fabricant américain de guitares électriques, de basses électriques et d'amplificateurs fondé en 1969. Alembic est surtout réputé pour ses modèles prestigieux de basse électrique que Stanley Clarke a popularisés.